# Duplacrorhynchus megalophallus
Duplacrorhynchus megalophallus är en plattmaskart som beskrevs av Artois och Schockaert 1999. Duplacrorhynchus megalophallus ingår i släktet Duplacrorhynchus och familjen Polycystididae. Inga underarter finns listade i Catalogue of Life.